# Синдром Педжета — Шрёттера
Синдро́м Пе́джета — Шрёттера  (синоним: тромбоз усилия) — острый тромбоз глубоких вен плеча, который обычно возникает в подключичной или подмышечной вене. Подмышечный вариант подробно описан профессором А. Я. Пытелем.

## Клиническая картина
Состояние относительно редкое. Обычно возникает у молодых пациентов, чаще у мужчин, чем женщин. Синдром также стал известен как «тромбоз усилия» в 1960-е годы, когда была обнаружена связь данного синдрома с активной физической деятельностью, хотя состояние может возникать спонтанно.Также возникает при наличии шейных ребер. Может развиться осложнение в виде синдрома грудного выхода.
Симптомы могут включать внезапную боль, ощущение тепла, покраснение, посинение и припухлость в области плеча. Такие проявления указывают на необходимость скорейшего лечения, так как могут привести к лёгочной эмболии.

## Лечение
Традиционное лечение тромбоза схоже с лечением тромбоза глубоких вен нижних конечностей и включает применение антикоагулянтов — гепарина (как правило, низкомолекулярного) с переходом на варфарин. Последние годы все чаще применяются новые пероральные антикоагулянты (ривароксабан, дабигатран, эдоксабан). В современных условиях у молодых пациентов предпочтителен катетерный тромболизис. Метод заключается во введении препарата (урокиназа) через специальную трубочку (катетер) непосредственно в тромб. Тромболизис, в отличие от консервативного лечения, позволяет полностью очистить просвет вены от тромботических масс и восстановить функцию конечности.

## Эпоним
Синдром назван в честь Джеймса Педжета, который впервые выдвинул предположение о тромбозе вен, вызывающем боль и отёчность верхних конечностей, и Леопольда фон Шрёттера, позже связавшего клинический синдром с тромбозом подключичной и подмышечной вен.